# Meteor Moon
Pour plus de détails, voir Fiche technique et Distribution.
Meteor Moon est un film catastrophe américain de 2020, réalisé par Brian Nowak, avec comme acteurs principaux Dominique Swain, Michael Broderick et Chris Boudreaux. Le film a été produit par David Michael Latt pour The Asylum.

## Synopsis
Un gigantesque astéroïde entre en collision avec la Lune. En conséquence, celle-ci est projetée hors de son orbite et menace d’entrer en collision avec la Terre dans 64 minutes. Afin d’éviter cette catastrophe, un groupe de travail composé d’officiers militaires de haut rang et de scientifiques respectés est mis en place. Finalement, ils prennent la décision de créer un trou noir artificiel. Au dernier moment, ils parviennent à l’activer et ainsi éliminer la Lune.

## Distribution
- Dominique Swain : Général Hauser
- Michael Broderick : Jim Lawson
- Chris Boudreaux : Paul Lawson
- Jeff Prater : Bob Foster[1]
- Kally Khourshid : Cadet Julie Matthews
- Shellie Sterling : Major Romero
- Emily Killian : Stacey Lawson[2]
- Gary Private : George
- Carol Kaufman : Amiral Cynthia Keller
- Anna Harr : Soldat Diaz
- Jamie Harr : Major Diaz
- Tiana Masaniai : Capitaine Erin Hayes
- Adam Hollick : Soldat Malcolm Neiman
- Torrey Richardson : Addy
- Daniel O'Reilly : J.J.
- Alyson Gorske : Calibre X
- Lynda Lopez : Reporter (voix)[3].

## Production
Certains scientifiques croient que la vie sur Terre n’est possible que grâce à la symbiose parfaite entre la Terre et la Lune,,. Par conséquent, sauver la Terre aux dépens de la Lune ne serait qu’un sauvetage à court terme du monde. À long terme, la Terre serait menacée de catastrophe sans la Lune, car la rotation de la Terre augmenterait considérablement, les marées disparaîtraient et le climat changerait.
Le film est sorti le 28 décembre 2020 aux États-Unis), son pays d’origine,.

### Tournage
Le tournage du film a eu lieu principalement aux Central City Studios, à Los Angeles, en Californie, aux États-Unis.

## Accueil

### Réception critique
Filmdienst décrit « Une nouvelle version d’un scénario de menace bien connu par le studio de films poubelle The Asylum, avec un minimum d’effort formel dans la mise en œuvre de l’intrigue, qui est risible. Les acteurs, les dialogues, la caméra et le montage sont tous à un niveau amateur inférieur. »
Cinema éreinte une « scandaleuse connerie, sans valeur ajoutée des effets spéciaux. »
Cinema considère que la métaphore du trou noir décrit bien le scénario, qui est inexistant.
Dans l’Internet Movie Database, le film obtient une note très faible de 2,3 étoiles sur 10,0 avec un peu plus de 300 votes.